# 벨렝탑
벨렝탑(포르투갈어: Torre de Belém)은 포르투갈 리스본 벨렝에 있는 타워로, 1983년 인근에 위치한 제로니무스 수도원과 함께 유네스코 세계유산으로 등재되었다. 16세기 마누엘 1세에 의해 건축되었으며 스페인 출신의 수호성인 성 빈센트를 기리기 위해 지어진 탑이다. 카스 카이스 요새와 강 맞은 편에 있는 세바스티앙 다 카파리카 요새 사이의 삼자 방어 시스템의 일부였다. 타워의 장식은 전형적인 마누엘 양식을 보여주고 있다. 
1512년 착공하여 1519년 완공되었다. 4층으로 이루어져 있으며, 높이는 30m에 달한다. 